# Kabinett Van Agt III

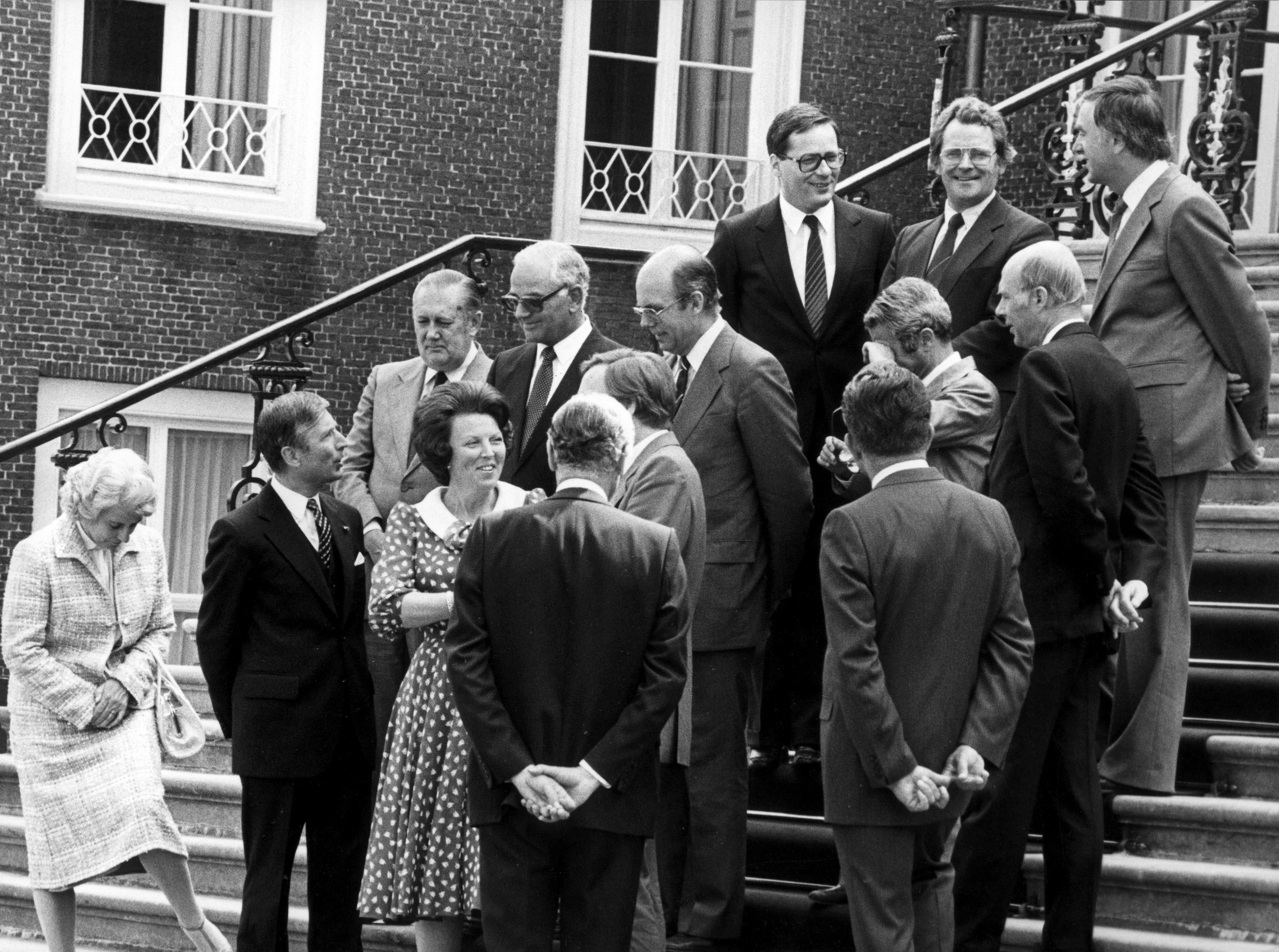
Minister des Kabinetts mit Königin Beatrix

Das Dritte Kabinett Van Agt bildete vom 29. Mai bis 4. November 1982 die Regierung der Niederlande.
Es handelte sich um eine Koalition aus dem christdemokratischen CDA und der sozialliberalen Partei D66, die nach dem Fall des Kabinetts Van Agt II, dem auch die sozialdemokratischen PvdA angehört hatte, gebildet wurde. Es war damit ein sogenanntes Rumpfkabinett (rompkabinett) und, da die beteiligten Partien in der Zweiten Kammer keine Mehrheit hatten, auch eine Minderheitsregierung.

## Zusammensetzung
Das Kabinett bestand aus 14 Ministern und 8 Staatssekretären.

### Minister
| Geschäftsbereich/Amt                                                       | Minister                 | Partei |
| -------------------------------------------------------------------------- | ------------------------ | ------ |
| allgemeine Angelegenheiten Äußeres Ministerpräsident                       | Dries van Agt            | CDA    |
| Wirtschaft stellvertretender Ministerpräsident                             | Jan Terlouw              | D66    |
| Justiz                                                                     | Job de Ruiter            | CDA    |
| Inneres                                                                    | Max Rood                 | D66    |
| Bildung und Wissenschaft                                                   | Wim Deetman              | CDA    |
| Finanzen                                                                   | Fons van der Stee        | CDA    |
| Verteidigung                                                               | Hans van Mierlo          | D66    |
| Wohnungswesen und Raumordnung                                              | Erwin Nypels             | D66    |
| Verkehr und Wasserwirtschaft                                               | Henk Zeevalking          | D66    |
| Landwirtschaft und Fischerei Angelegenheiten der Niederländischen Antillen | Jan de Koning            | CDA    |
| Soziales und Arbeit                                                        | Louw de Graaf            | CDA    |
| Kultur, Freizeitgestaltung und Fürsorge                                    | Hans de Boer             | CDA    |
| Gesundheit und Umwelt                                                      | Til Gardeniers-Berendsen | CDA    |
| Entwicklungszusammenarbeit                                                 | Kees van Dijk            | CDA    |

### Staatssekretäre
| Geschäftsbereich         | Staatssekretär                 | Partei |
| ------------------------ | ------------------------------ | ------ |
| Äußeres                  | Hans van den Broek             | CDA    |
| Justiz                   | Michiel Scheltema              | D66    |
| Inneres                  | Gerard van Leijenhorst         | CDA    |
| Bildung und Wissenschaft | Ad Hermes                      | CDA    |
| Verteidigung             | Jan van Houwelingen            | CDA    |
| Wirtschaft               | Wim Dik                        | D66    |
| Wirtschaft               | Piet van Zeil                  | CDA    |
| Soziales und Arbeit      | Piet van Zeil ab 12. Juni 1982 | CDA    |
| Gesundheit und Umwelt    | Ineke Lambers-Hacquebard       | D66    |